# Koninkrijk Illyrië (oudheid)
Het Koninkrijk Illyrië (650 v.Chr.-135 v.Chr.) was de benaming voor een rijk gedurende oudheid op de Balkan dat ontstond na een alliantie van Illyrische stammen. De hoofdstad van het rijk was Skodrinon of Scodra, het huidige Shkodër wat nu in de Republiek Albanië ligt. Het rijk viel na de Illyrisch-Romeinse oorlog, waarna het geannexeerd werd door het Romeinse Rijk. Het werd de provincie Illyricum.

## Geschiedenis
Na staatvorming van de Illyrische stammen werd Bardylis I gekroond tot koning van Illyrië. Bardylis wilde van Illyrië een regionale macht maken en vocht oorlogen tegen Macedonië. Bardylis versloeg de Macedoniërs veelvuldig waarna hij zijn heerschappjj uitbreidde, tientallen jaren later werd hij echter verslagen door Philippus II van Macedonië. Hierna regeerden de Illyrische stammen over regionale koninkrijken. Onder heerschappij van koning Glaucias kende Illyrië nauwe banden met Pyrrhus van Epirus. Onder koning Agron en zijn gemaal, koningin Teuta, bereikte het Illyrische koninkrijk zijn hoogtepunt. Het vormde een bedreiging voor het Romeinse Rijk, waarmee het een lange oorlog uitvocht, de Illyriërs beschikten in deze periode over een groot leger, die berucht waren om hun zeeoorlogen, maar werden onder heerschappij van koning Gentius uiteindelijk verslagen door de Romeinen, wat het einde van het koninkrijk betekende.

## Koningen
- Galaurus, 678-640 v.Chr.
- Grabos I, 437-423 v.Chr.
- Sirras, 423–393 v.Chr.
- Bardylis I, 393–358 v.Chr.
- Grabos II, 358–356 v.Chr.
- Pleuratus I, 356–335 v.Chr.
- Pleurias,  337/336 v.Chr.
- Cleitus, 335–295 v.Chr.
- Glaucias, 335–295 v.Chr.
- Bardylis II, 295–290 v.Chr.
- Monunius I, 290–270 v.Chr.
- Mytilos, 270–260 v.Chr.
- Pleuratus II, 260-250 v.Chr.
- Agron, 250–231 v.Chr.
- Teuta, 231–227 v.Chr.
- Demetrius, 222-219 v.Chr.
- Scerdilaidas, 218-205 v.Chr.
- Pleuratus III, 205-181 v.Chr.
- Gentius, 181-168 v.Chr.
- Ballaios, 167-135 v.Chr.

## Kaarten

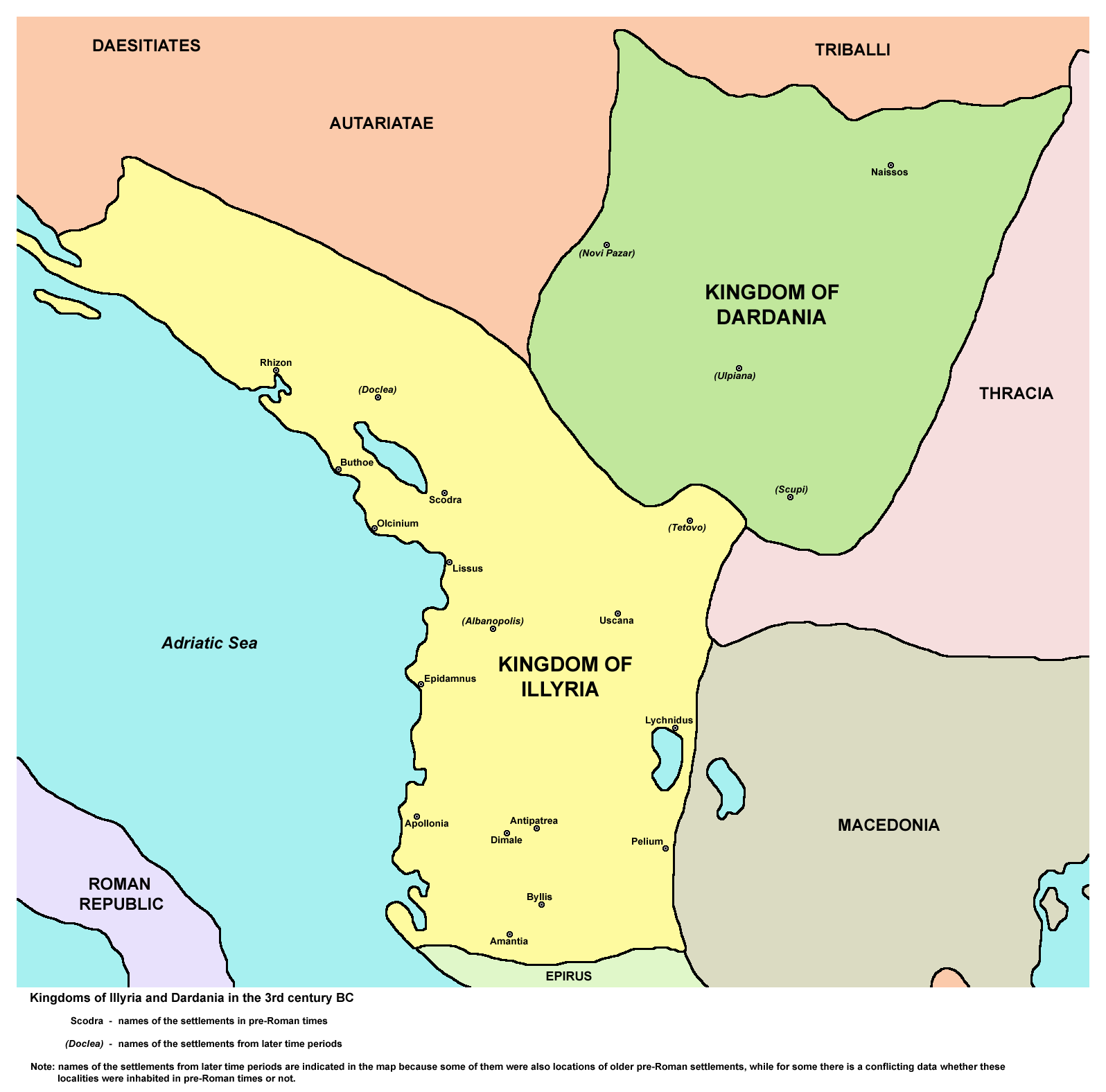
Rijk van Agron
Rijk van Teuta
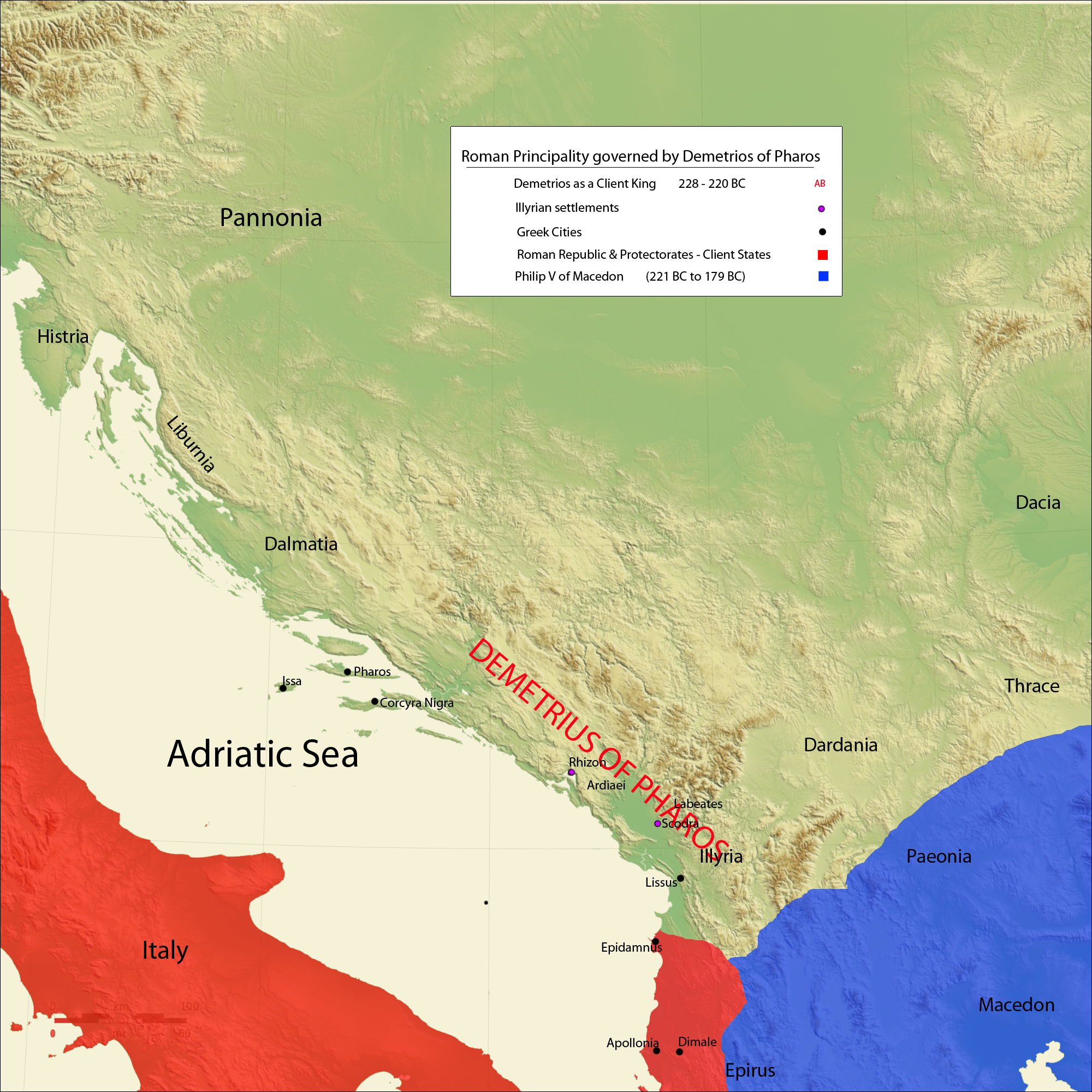
Rijk van Demetrius van Pharos
Rijk van Gentius